# Bundesstraße 271
Die Bundesstraße 271, (kort: B 271, is een bundesstraße in de Duitse deelstaat Rijnland-Palts. De B 271 heeft een lengte van 63 kilometer.
De bundesstraße begint bij Deidesheim op de A 65 hij loopt langs Deidesheim via Bad Durkheim, Grünstadt, Monshein en Alzey naar Wörrstadt.

## Routebeschrijving
De B270 begint bij afrit Deidesheim aan de A65. De weg loopt langs Deidesheim, Niederkirchen bei Deidesheim, Friedelsheim, Bad Dürkheim waar men de B27 kruist, Kallstadt, Dackenheim en Kirchheim an der Weinstraße naar afrit Grünstadt waar de A6 kruist.
Vervolgens loopt de weg langs Grünstadt, door Bockenheim an der Weinstraße, Monsheim waar men de B47 kruist, Flörsheim-Dalsheim, Ober-Flörsheim, Alzey, langs Albig, een door Ensheim. De B271 eindigt in Wörrstadt op een kruising met de B420.

## Geschiedenis
Sinds de openstelling van de A61 in de jaren '70 is de B271 geen significante doorgaande route meer. De weg is daarom verder weinig hoogwaardig uitgebouwd. Het deel tussen de A65 en Bad Dürkheim is veelal om de bebouwde kommen heen gelegd middels rondwegen.

## Toekomst
Op 4 augustus 2015 begonnen werkzaamheden aan de 3,4 kilometer lange rondweg van Kirchheim an der Weinstraße. De aanleg kost € 22 miljoen. De openstelling is gepland voor medio 2018.

## Verkeersintensiteiten
In 2010 reden dagelijks 13.000 tot 15.000 voertuigen tussen de A65 en Bad Dürkheim, dalend naar 7.500 voertuigen tussen Bad Dürkheim en Grünstadt. Tussen Grünstadt en Alzey rijden 3.000 tot 7.000 voertuigen, stijgend naar 14.000 voertuigen in Alzey en weer dalend naar 5.000 voertuigen tot Wörrstadt.